# Schwung Festival
Schwung was een muziekfestival in België.

## Geschiedenis
Het festival werd gehouden in de Expohallen in Roeselare. De artiestenkeuze wordt bepaald door het genre Classic Rock. In het verleden traden The Wailers, de liveband van wijlen Bob Marley, Scorpions, Deep Purple, Status Quo, Motörhead en Alice Cooper op.

## Deelnamelijst
- 1999: The MG Band - Golden Earring - Uriah Heep - Old nº7 - Jim Walker - Jan Akkerman - The Blazers - The Paladins - Lucky Peterson Band - Walter Trout - The Wailers (ex Bob Marley)
- 2000: Red Zebra - Heideroosjes - Saxon - The Scene - The Sweet - The Kids - Tröckener Kecks - Godfathers - Buzzcocks - Shane McGowan & The Popes - Björn Again - The Stranglers
- 2001: Yellow Teeth - Action in DC - Pat Travers - Gruppo Sportivo - Stars of SKA - Status Quo
- 2002: 2 Junk 2 Disco - The Dirty Scums - Omar & The Howlers - Slade - Paul di'Anno & killers - Jonesy - Golden Earring - Dave Davies
- 2003: The Occasional Band - Action in DC - Girlschool - Thin Lizzy - Motörhead - Deep Purple
- 2004: The Ugly Buggy Boys - Thunder - Rose Tattoo - UFO - Cheap Trick - Status Quo - Deep Purple
- 2005: Kisstory - Skitsoy (ex Channel Zero) - Cowboys and Aliens - Machiavel - Soul Sirkus - Manfred Mann's Earth Band - Saxon - Europe - Scorpions
- 2006: Zoë - Revenge 88 - Southern Voodoo - Thunder - Ted Nugent - Dio - Status Quo - Alice Cooper
- 2007: Megadeth - REO Speedwagon - UFO - Lordi - Golden Earring - Krokus - Focus - Paul Gilbert - Gunz & Rozes (tributeband)